# Ctenophorus vadnappa
Ctenophorus vadnappa är en ödleart som beskrevs av  Houston 1974. Ctenophorus vadnappa ingår i släktet Ctenophorus och familjen agamer. Inga underarter finns listade i Catalogue of Life.